# Deák Béla (jogász)
Deák Béla (Kula, 1876. május 29. – Zombor, 1929. április 13.) jogász, Bács-Bodrog vármegye főügyésze (1911–1916), országgyűlési képviselő (1916–1918).

## Családja, tanulmányai
Szülei Kulán éltek. Édesapja Deák Adalbertus, Béla (Ozora, 1843. június 28. – Kula, 1896. április 5.) igazgatótanító; édesanyja Schnegon Gizella (Baja, 1853. április 30. – Baja, 1894. május-június(?) óvónő volt. Négyen voltak testvérek. Ő volt a legidősebb. Vilmost (Kula, 1872. – Eger, 1917.), Petronella (Kula, 1884. szeptember 25. − ), majd Leó (Kula, 1888. január 14. – Újvidék(?), 1945. november 26.) követte. – A kulai népiskola négy éve után a gimnáziumi tanulmányait Újvidéken kezdte, ahonnan 1887-ben, második osztályosként Kalocsára, a jezsuita érseki főgimnáziumba került. Kiváló tanulóként az iskolai Bölcselők Körének tagja volt. Akkor még papnak készült. 1894-ben érettségizett.

A Budapesti Királyi Magyar Tudomány-Egyetem Jog- és államtudományi karán tanult (1894−1898) és jogászdoktori oklevelet szerzett.

## Ügyvédi, ügyészi munkája
Az ügyvédi képesítés megszerzéséhez szükséges ügyvédjelölti feladatokat Kulán teljesítette (1898−1902). 1 évet, a zombori királyi kerületi ügyészség kulai járásbíróságán mint királyi kerületi ügyészi megbízott dolgozott.
A szabadkai ügyvédi kamara 1903 decemberében, mint bácskulai ügyvédet az ügyvédek névsorába iktatta Az önálló ügyvédi munkáját szülőhelyén, Kulán kezdte el. Sokszor vállalta gazdasági-kereskedelmi ügyek jogi képviseletét, ezért viszonylag gyakran utazott az Oszmán Birodalomba, így Konstantinápolyba, Ruszcsukba stb. Több takarékpénztár és megyei vasúti részvénytársaság felügyelőbizottságának tagja volt. Az 1910-es években megyei, majd országos érdekeltségű részvénytársaságok alapítótagja lett.
Politikai jellegű tevékenységet már Kulán is végzett. 1902. március 15-én a községben felállított emlékoszlop avatásának ünnepségén az 1848–49-es forradalom és szabadságharc eseményeit felelevenítő és méltató hosszabb beszédet mondott. 1910 márciusában alakult meg Kulán a Nemzeti Munkapárt helyi szervezte, melynek elnökéül őt szavazták meg.
1910. december 24-én Zomborban a Bács-Bodrog vármegye Törvényhatósági Bizottsága rendes közgyűlésén dr. Deák Béla kulai ügyvédet megyei főügyésszé választották. Feladatainak sikeres ellátása − rövid idő múltán − ismertté és megbecsültté tette személyét a megyében, különösen a magyarság körében.

„Édesapám ügyvéd volt Kúlán –, majd… kinevezték Bács-Bodrog vármegye főügyészévé. Ez a megbízatása, amely kitüntető volt, Zomborhoz kötötte, de ügyvédi ténykedése kiszélesítése érdekében is Zomborba költözése volt szükséges. Az anyagiakat biztosítva – némi bankkölcsönnel – házat építtetett az akkori Szabadság tér 11 számú telken, a megyeháza jobboldali bástyatornyával szemben. A ház, amelyet a feltalálható legjobb szakemberek építettek, 1910 évre készült el és nyárutóján oda be is költöztünk.”
Az I. világháború kitörését aggodalommal fogadta és a háborút tovább is helytelennek tartotta.

## Országgyűlési képviselő
Az 1916. július 4-én megtartott időközi országgyűlési választási győzelmével az apatini választókerületet képviselő tagja lett az országgyűlésnek. A választáson nemzeti munkapárti programmal indult. Az országgyűlésben a Nemzeti Munkapárt a kormányzópárt – (második Tisza István-kormány) –  volt.
1916. augusztus 9.-én a magyarországi országgyűlés képviselőségét igazolta és a képviselőház kormánypártjának, a Nemzeti Munkapártnak képviselői tagjaként bejegyezte. A Közigazgatási Bizottság tagja lett.
A képviselőház küldöttségének tagjaként részt vett IV. Károly király koronázásán (1916. december 30.).
A Délvidék háború alatti és utáni közellátásának feladatával (ellenőrzésével) bízták meg.
Az országgyűlésben többször felszólalt. Így, az általános választójog megadása ellen szólt.
1917 első félévében kormányválság alakult ki. Tisza István miniszterelnök benyújtotta lemondását (1917. május 23.). IV. Károly király Esterházy Móricot kormányalakítással bízta meg (1917. június 8.). Az Esterházy-kormány bemutatkozott a képviselőházban, és a kormányprogram ismertetése után megkezdődött a vita a kormányprogramról (1917. június 21.). Az indemnitás (a kormány pénzügyi felhatalmazása) kérdésében történő állásfoglalás mellett egyre inkább a kormány tervezett választási reformja került a vitatkozás központjába.  A Deák Béla képviselőházi hozzászólását megelőző napokban Bács-Bodrog vármegye törvényhatósági bizottsága Zomborban ülésezett, és
 "...mintegy 300 bizottsági tag jelenlétében, Deák Béla képviselő beszéde után, a következő határozatot hozta:
 Bács-Bodrogvármegye közönsége Tisza István gróf volt miniszterelnök és kormányának lemondása folytán… a lemondott kormánynak távozását sajnálattal veszi tudomásul, nem mulaszthatja el és siet megragadni az első alkalmat arra, hogy a Tisza István gróf személye iránt mindenkor táplált őszinte hálájának, elismerésének és nagyrabecsülésének kifejezést adjon...
 Biztos a hitünk és reményünk, hogy ezentúl is minden tehetségét és tudását, példát adó honszerelmével és a trón iránt tanúsított hűségével párosultan hazánk üdvének és veszedelmeztetett életérdekének szolgálatába fogja állítani.
Teljes mértékben osztva a nagy államférfiú aggodalmait, a törvényhatósági bizottság a választói jog szélsőséges kiterjesztése ellen a leghatározottabban állást foglal és csak olyan választójogért száll síkra, amelynek határait egyfelöl az 1913. évi XIV. törvénycikk és ama kommentár szab meg. mellyel Tisza István gróf a király ő felségének manifesztumát kísérte, másfelől pedig intézményesen biztosítja államunknak magyar nemzeti jellegét és abban a magyar fajnak és a magyar értelmiségnek szupremáciáját.
 A törvényhatóság ezt a határozatot Tisza István gróf volt miniszterelnök úrhoz és a magyar országgyűlés képviselőházához fölterjeszteni rendeli."  
A képviselőházban Deák Béla, mint a Nemzeti Munkapárt képviselője az Esterházy-kormány kormányprogramjának vitájában 1917. június 26-án szólalt fel. Pártja (a jobb oldal) képviselőinek egyetértő megjegyzései, bekiáltásai kisérték a hozzászólását.
 "T. képviselőház! Szerencsésnek vallom magamat, hogy hazánk történelmi pillanatainak a tegnapi ülésen részese és élő tanúja lehettem… a tegnapi események voltak alapja és bevezetője a választójog reformja körül megvívandó és az ország létérdekére elhatározó küzdelemnek.
 Amidőn az eddig elhangzott, tartalmában és színvonalában magasan járó vita keretébe a magam igénytelen felszólalását… beiktatni merészkedem… csak… (a)  belém rögzött politikai meggyőződésem az a nézőpont , amellyel a t. új kormány bemutatkozását és programját talán olyan oldalról, amelyet eddig felszólalt t. képviselőtársaim még alig érintettek, bírálat tárgyává akarom tenni…
 Bár az indemnitást pártom kifejezett elvi álláspontjához képest négy hónapra megszavazom, sietek azonnal nyomatékos kifejezést adni annak, hogy az uj kormány iránt mély bizalmatlansággal viseltetem…
 Az új kormány a maga erőszakolt összetételében… annyi eredendő ellentétet hord a méhében, hogy… ezen belső ellentétek összeegyeztetésének kísérletei, az arra való formulák keresése, megfogalmazása, megtalálása és kimagyarázása a kormány tagjainak különben értékes munkaképességéből jelentékeny részt fognak igénybe venni... Mindenesetre kár..., hogy az országot érdeklő ügyek tárgyalására szánt időnek bár jelentéktelen részét… meddő és a tényeken nem változtatható viták veszik igénybe és fogják bizonyára a jövőben is igénybe venni.
...az új kormány programja, eltekintve a régi kormány előre elkészített javaslatainak és régi terveinek lemásolásától, általánosságban mozog, és nem lehet ráfogni azt sem, hogy valami sokat ígér..., ami értékes és életrevaló van benne, azt a lelépő kormány programjából vette át... a régi kormány által előirt utón halad tovább, az igen t. kormány a meglévő állapoton nem tud, vagy nem akar más módon segíteni, mint a régi kormány és hiába keresne is más megoldási módokat, arra nincs más eszköze, mint a régi rezsim rendeleteinek becsületes és igazságos végrehajtása.
 A külpolitika terén az uj kormány fentartás nélkül a régi kormány álláspontjára helyezkedett, amidőn az igen t. ministerelnök ur erre vonatkozólag kijelentette, hogy »ami már most, t. ház, a monarchia külügyi helyzetét illeti, a külügyminister úrral folytatott beható megbeszélés alapján kijelenteni óhajtom, hogy külpolitika tekintetében vele teljesen egyetértek; benső meggyőződéssel tart ki az uj kormány is a Németországgal fennálló kipróbált szövetség, valamint a háború alatt Törökországgal és Bulgáriával kötött, remélhetőleg szintén hosszú tartamú szövetség mellett s bizonyos abban, hogy e tekintetben a t. ház teljes helyeslésével találkozik«.
 T. ház! Gondolataim kifejezésében szándékosan vagyok száraz és tárgyilagos. Követtem megállapításaimban pontról-pontra a kormányprogramm tartalmát és kénytelen vagyok mindezek után azon mély meggyőződésemnek kifejezést adni, hogy a t. kormány bemutatkozása és programmjának ismertetése után sehogy sem vagyok képes megtalálni a régi rendszer letörését és hazánk történetében egy uj korszak hajnalhasadását, ha csak ezt abban nem keresem, hogy a lemondott kormány a régitől vett át minden haladó eszmét, rendeletet és politikát.
 Ez a próbálkozás meggyőződésem szerint nem sok sikerre nyújt kilátást, mert a reá vállalkozók között belső áthidalhatatlan ellentétek zavarják az egységes munkát és hiányzik a kormány több tagjában a kiforrt tapasztalat, a tétovázás nélkül való bizonyosság, mely pedig az ország ügyeinek vitelére okvetlenül szükséges…
 Bocsánatot kérek, t. ház, de nem birok szabadulni attól a gondolattól, hogy ennek a vállalkozásnak reménytelenségét és sikertelenségét érzik és érezték mindazok, akik minden egyebet félretéve, élükön az igen t. ministerelnök úrral, az uj kormány megalakulásának, létjogosultságának alapjául a választójog reformját, megalkotását helyezik előtérbe...
 Nem akarunk mi sem a merev tagadás álláspontjára helyezkedni. Hiszen ez a többség alkotta meg az 1913. évi XIV. tcz.-et, és nem zárkózik el attól, hogy az bizonyos részeiben revideáltassék. Ennek a többségnek kormányelnöke ellenjegyezte az április 28-iki legfelső királyi kéziratot, mely a választójognak oly mértékben való kiterjesztését helyezte kilátásba, hogy az a magyar állam létérdekeinek, a jelen nagy időknek s a nép által hozott áldozatoknak megfeleljen. És én minden szavát aláírom a legfelső kéziratot követő kormánynyilatkozatnak is. De, t. ház, itt megállást parancsol és határt szab a túlzó és szélsőséges választójogi kibővítésnek az az aggodalom, hogy minden további lépés a magyar államnak magyar nemzeti jellegét s az erre hivatott és érdemes magyar érzelmű értelmiségnek vezető szerepét veszélyeztetné...
 Azok táborában, akik az általános, egyenlő, községenkénti, titkos, sőt a nőkre is kiterjedő választójogot hangosan követelik most a világháború rengésében, de akik majd az egyenlő, majd a titkos, majd az egyik-másik jelzőt variálva zárójelbe teszik, vagy el is hagyják, ott van a városi polgárság egy része, ott van az ipari munkások szervezett tömege, ott van a hangosabb sajtó agitációja és − ez szomorúan jellemző − ott van az elégedetlenkedő nemzetiségiek mohó jelentkezése. De hol van a nemzetfenntartó magyar nép?… Hol van a háború szenvedéseiből legnagyobb részt vállalt magyar középosztály? És hol vannak a megelégedett, velünk jóban-rosszban kitartó hű nemzetiségek? Hol van a hazafias papság és értelmiség meg nem ingó tábora?...
  Ezek mind-mind a haza szebb jövőjének és biztos fejlődésének megingathatatlan hitével s teljes bizalommal erejükben nem gyenge gátjai lesznek azon áramlatoknak, amelyek ma ostromolják azon védőműveket, melyeken túl mi a magyar nemzet és trón létérdekeit látjuk veszélyeztetve.
 Ezeknek hazafiasan, de határozottan aggodalmaskodó, sőt tiltakozó hangja hangzik felénk most már több mint 40 törvényhatóságnak állásfoglalásából… Ez kell, hogy gondolkozóba ejtse mindazokat, akik azt hirdetik, hogy a népesség többsége mögöttük áll. De ez másfelől buzdít és acéloz minket kitartásra és erőre minden várható küzdelemmel szemben. Mert el vagyunk határozva, s a haza és trón iránt tartozó kötelességünk egyenesen parancsolja azt, hogy ilyen áramlatoknak gátat vessünk..." 

## Élete utolsó évei; családja
1918 végén Zombor lakosai a magyar államiság szétesésének eseményeit élték meg.
Az összeomlás
Ezt nálunk is az általános pánik jellemezte.
A Szerémségben mai szóhasználattal partizánoknak nevezhető csapatok kezdtek ténykedni – a komitácsikat követő ú. n. „zeleni kader” (zöld káder) – pusztítva, ölve, rabolva. Félő volt, hogy vidékünkre is elérnek –, mindenki igyekezett menteni, amit tudott. Mi is két hatalmas ládát összepakoltunk – főleg fehérneművel – ezeket kivittük Rasztina-pusztára – Regőce mellett –, amely birtok egy bécsi özvegyasszony tulajdona volt – katona férje örökségeként, amit jutalmul kaphatott. A birtok ügyintézője Édesapám volt. Amikor, különösen faluhelyeken, a fosztogatás elkezdődött a mi holmink is áldozatul esett. Hiszen a „kastélyt” fosztották ki először, a holmi ott volt a pincében. A városokban fosztogatásra nem került sor.
Megmozdultak a szerbek. De délről is szivárogtak felfelé.  A szélsőséges nacionalisták mozgolódtak, a szalonikii frontnyitás  után pozíciókat kezdtek elfoglalni. Francia csapatok jöttek, színesekkel, egészen Szegedig.  A mi katonáink leszereltek – hazamentek – légüres tér keletkezett, a szerbekkel szemben minden ellenállás megszűnt. Bajáig jutottak, bekebelezve Jánoshalmát is. Ez volt az ú. n. Bajai Háromszög.  Pénzváltás kezdődött.  Minden pénzt le kellett pecsételtetni, de határidőn belül. Ez vonakodással ment. Sok pecsételetlen pénz maradt. De a dac, ellenállás megoldást talált. Kukoricacsutkát vágtunk el éles késsel, ezzel pecsételtünk,  de volt egy cirill betűs állatorvosi pecsétünk is, amit elmázolva alkalmaztunk.
A „demarkációs” vonal megvonása után az anyaországtól teljesen elszakadtunk. Ott a proletárdiktatúra vette kezdetét, ennek hatása nálunk nem jelentkezett.
A határ megvonása előtt, részben a zeleni kader rémtettei miatt ősszel Édesapám a családot Budára vitte – anyai nagyapámhoz  – Toldy Ferenc út 22. számú házba. Ott fél évig voltunk, az Ilona utcai gimnáziumba jártunk. Egész Pest mozgolódott. Bátyámmal mászkáltunk a városban, volt bőven szénszünet –, jelen voltam a Parlamentnél, amikor hatalmas tömeg előtt elhangzott: „Nem akarok katonát látni”.
Az ellátás igen nehéz volt.
Bizonyossá vált a déli részek leszakítása, édesapám ezt megelőzve – feltétlenül Zomborban kívánt maradni – az iskolai félév befejeztével hazavitte a családot.
A ház rendben volt. Egyébként teljes a zűrzavar.
Ekkor került a sor az optálásokra.  Az elszakított részekről, aki kívánt, az anyaországba költözhetett, ingóságaival, értékeivel. A köztisztviselők legnagyobb része, élt jogával. Aki, amit tudott vitte –, de kevesen mindent. Vagonba rakva hosszú szerelvények indultak –, csak pár napi készülődést kapva –, majd élték hetekig, hónapokig a vagonéletet valamelyik budapesti állomáson. Családunkban szóba sem került az optálás lehetősége. Nem szabad Bácskáról lemondani volt a jelszó.
Tehetetlenül, hallgatagon fogadtuk a fejleményeket.
Egy erőteljes szerb nacionalizmussal kerültünk szembe. Közbe elleptek bennünket a délről jöttek. Kialakult a „dobrovoljac” (önkéntes) csoport – lényegében 3000-en, de megnőtt a számuk rohamosan 30 000-re. Rögtön elkezdődött az „agrárreform” – a nagybirtokok felszámolása. 500 kh. lett a maximum, efölötti területet államosították és a dobrovoljacoknak kiosztották. Magyarok a kiosztott földekből nem részesültek.
Zombor, Óbecse–Zenta–Szabadka közötti területen, ahol a magyarság 90% felett volt, telepek létesültek, kis falvak. Ez volt a szláv-„honfoglalás” kezdete.
Nemcsak parasztok, de értelmiségiek is jöttek, többségben képzettség nélkül, igényt tartva íróasztalra.  Meg is kapták. Igen nagyszámú orosz emigráns érkezett az országba... 
Komoly betegsége 1918-ban jelentkezett, és az 1920-as évek elejétől lehetetlenné tette a további előmenetelét, a munkavégzését. Családjától elkülönítve, haláláig szanatóriumban élt. Öccse, Deák Leó − a család Zomborban élő legidősebb férfi tagja − látta el a családfői feladatokat. Ő gondoskodott gyerekei taníttatásáról.
 
26 éves korában kötött házasságot (Budapest, 1902. július 26.) egy nemesmiliticsi család lányával, Kanyó Ilona, Idával (Budapest, 1881. március 31. – Kecskemét, 1960. november 30.).
Három gyereke volt.

– Béla (Kula, 1903 – Bácsalmás, 1942) mérnök;
– Imre  (Kula, 1904 – Nyíregyháza, 1990) ügyvéd, országgyűlési képviselő;
– Ilona, Szabó Károlyné (Kula, 1906 – Kecskemét, 1972).
1929. április 13-án halt meg.